# Izlučni turnir 1991. za olimpijski turnir u hokeju na travi za žene
2. izlučni turnir za olimpijski turnir u hokeju na travi za žene se održao 1991., a najuspješnije djevojčadi su stjecale pravo sudjelovati na OI 1992. u Barceloni.

## Mjesto održavanja
Turnir se održao u studenom 1991. u novozelandskom gradu Aucklandu.

## Natjecateljski sustav
Sudjelovalo je 12 djevojčadi koje su igrale međusobno po jednostrukom ligaškom sustavu. Najboljih pet djevojčadi je stjecalo pravo sudjelovati pravo na OI, pored djevojčadi koje su to pravo izravno izborile, braniteljica naslova Australije, domaćinki Španjolske te svjetskih prvakinja Nizozemska.

## Sudionice
Sudjeluju Argentina, Kanada, Italija, Njemačka, Uj. Kraljevstvo, Francuska, SAD, Novi Zeland, Japan, Irska, Južna Koreja i Kina.

## Konačna ljestvica
| Mjesto | Djevojčad       |
| ------ | --------------- |
| 1.     | Njemačka        |
| 2.     | Novi Zeland     |
| 3.     | Kanada          |
| 4.     | Uj. Kraljevstvo |
| 5.     | J. Koreja       |
| 6.     | Japan           |
| 7.     | Kina            |
| 8.     | Argentina       |
| 9.     | SAD             |
| 10.    | Francuska       |
| 11.    | Irska           |
| 12.    | Italija         |

Prvih pet djevojčadi (Njemačka, Novi Zeland, Kanada, Uj. Kraljevstvo i J. Koreja) su izborile pravo sudjelovati na OI 1992. u Barceloni.